# Viktor Dyk
Viktor Dyk est un prosateur et poète tchèque né à Pšovka u Mělníka en 1877, décédé sur l’île Lopud (Yougoslavie) en 1931.

## Publications
- ;Satiry a sarkasmy
- Pohádky z naší vesnice
- A porta imferi
- Síla života
- Marnosti
- Milá sedmi loupežníků
- Domy
- Devátá vlna

Traduction française
- Le Chasseur de rats [« Krysař »], Paris, Éditions L'Inventaire, 2010, 200 p. (ISBN 978-2-910490-95-9); Prague, Karolinum Press, 2017, 122 p.  (ISBN 978-80-246-3365-7)